# Uspienka (rejon kurczatowski)
Uspienka (ros. Успенка) – wieś (ros. село, trb. sieło) w zachodniej Rosji, w sielsowiecie diczniańskim rejonu kurczatowskiego w obwodzie kurskim.

## Geografia
Miejscowość położona jest 1,5 km od centrum administracyjnego sielsowietu diczniańskiego (Dicznia), 3,5 km od centrum administracyjnego rejonu (Kurczatow), 35 km od Kurska.
W granicach miejscowości znajduje się ulica Kasztanowaja i 73 domostwa.

## Demografia
W 2010 r. miejscowość zamieszkiwały 524 osoby.